# Giuseppe Maddaloni
Giuseppe Maddaloni (n. 10 iulie 1976, Napoli, Italia) este un judocan ce a reprezentat Italia, medaliat olimpic. A participat la 2 ediții ale Jocurilor Olimpice (2000, 2008) în care a câștigat o medalie de aur.